# Adam Rainer
Adam Rainer (Graz, 1899 – 4 de março de 1950) foi a única pessoa conhecida por ter sido comprovadamente um anão e posteriormente um gigante.
Rainer nasceu em Graz, Áustria. Em 1920, com 21 anos, ele media 1,49 metros de altura. Anos depois, Adam teve acromegalia e um consequente surto de crescimento, até que em 1930 ele já havia alcançado a altura de 2,18 metros de altura. Devido ao seu crescimento excessivo, teve deformações na coluna vertebral e por isso passou o resto de sua vida na cama. Adam Rainer morreu em 1950, medindo 2,38 metros. Ao todo cresceu mais de 1 metro durante a fase adulta.